# Redcode
Redcode es un lenguaje que se asemeja al lenguaje ensamblador, creado específicamente para ser interpretado por un MARS (ver Core War) y más simplificado que un lenguaje ensamblador condicional.

## Instrucciones
Redcode posee instrucciones para mover el contenido de una dirección de memoria a otra, realizar operaciones aritméticas y controlar la ejecución dentro del mismo programa.  Las instrucciones mnemónicas de Redcode son, a diferencia de un lenguaje ensamblador, convertidas en un entero largo que posteriormente se guarda en la memoria del MARS.  Finalmente es el MARS el que interpreta los enteros y realiza las operaciones indicadas.

## Versiones
Existen varias versiones de Redcode desde su creación.  Actualmente las más usadas son Redcode'88 y Redcode'94, cada una con sus partidarios y detractores, debido a la adición de una importante característica en Redcode en su última versión, el P-space, que obligó a extender las instrucciones de Redcode'88 de 17 a 19.